# Sun Mingjing
Dans ce nom chinois, le nom de famille, Sun, précède le nom personnel.
Pour les articles homonymes, voir Sun.
Sun Minjing (chinois simplifié : 孙明经 ; chinois traditionnel : 孫明經 ; pinyin : Sūn Míngjīng ; Wade : Sun Ming-ching), né le 31 octobre 1911 à Nankin et mort le 16 novembre 1992 , est un réalisateur chinois.

## Biographie
Sun Mingjing est l’un des membres fondateurs de la principale institution d’enseignement cinématographique chinoise : c’est lui qui crée en 1952 le département de cinématographie de l’École centrale du cinéma à Pékin, à un moment où elle n’était encore qu’une école de formation d’acteurs (et aujourd’hui devenue l’Académie du cinéma de Pékin).
En 1957, cependant, il fut condamné comme droitier et tous ses films et documents furent confisqués. Puis il fut à nouveau poursuivi pendant la Révolution culturelle, et beaucoup de ses films furent détruits. Il retrouva une activité en 1978 et enseigna à l’Académie du cinéma de Pékin lors de sa réouverture.
Sun Mingjing meurt, en 1992, dans l’oubli quasi total.
Il faudra attendre 2002 pour que son œuvre soit redécouverte.